# EUKOR Car Carriers

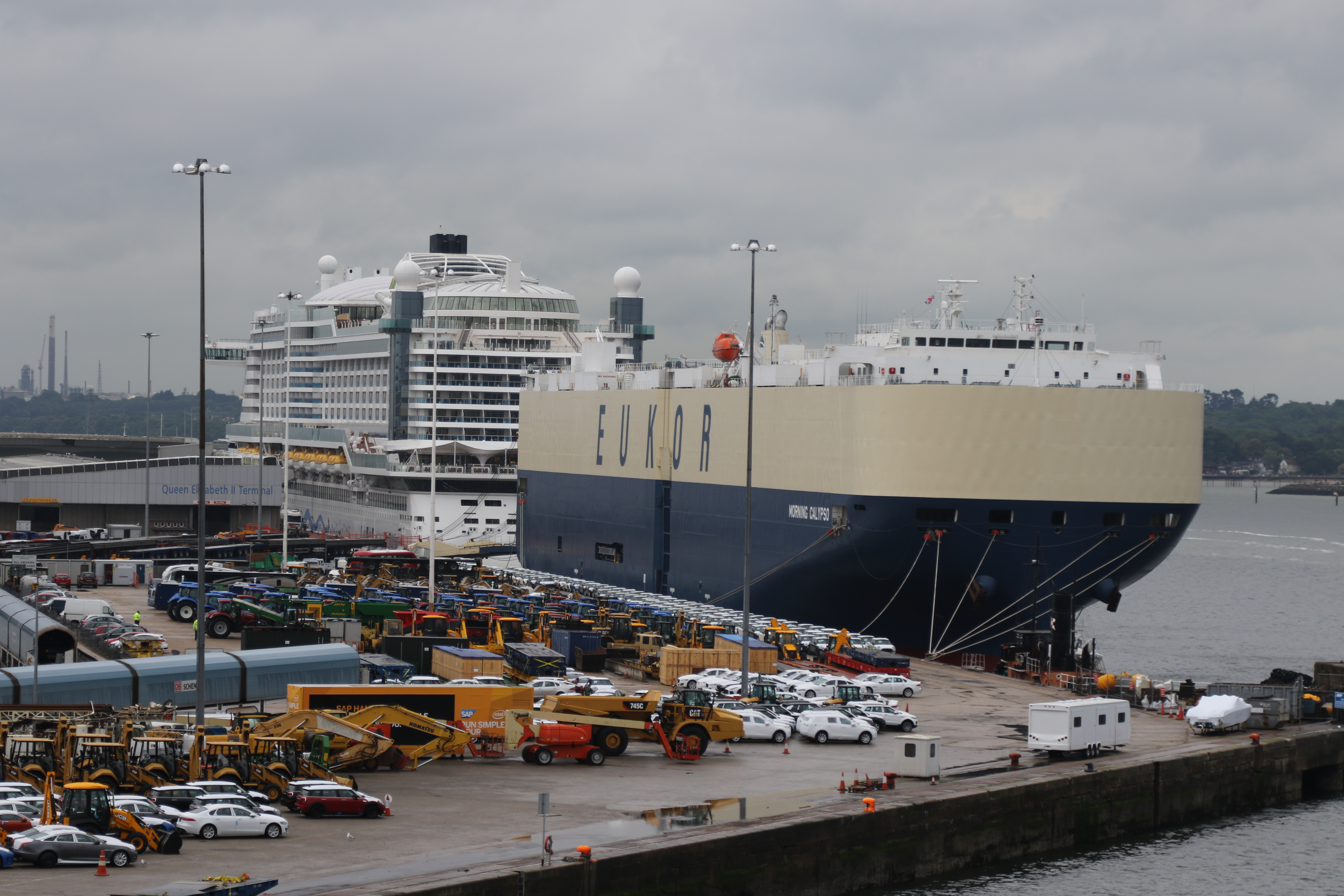
Die Morning Calypso, gebaut 2013

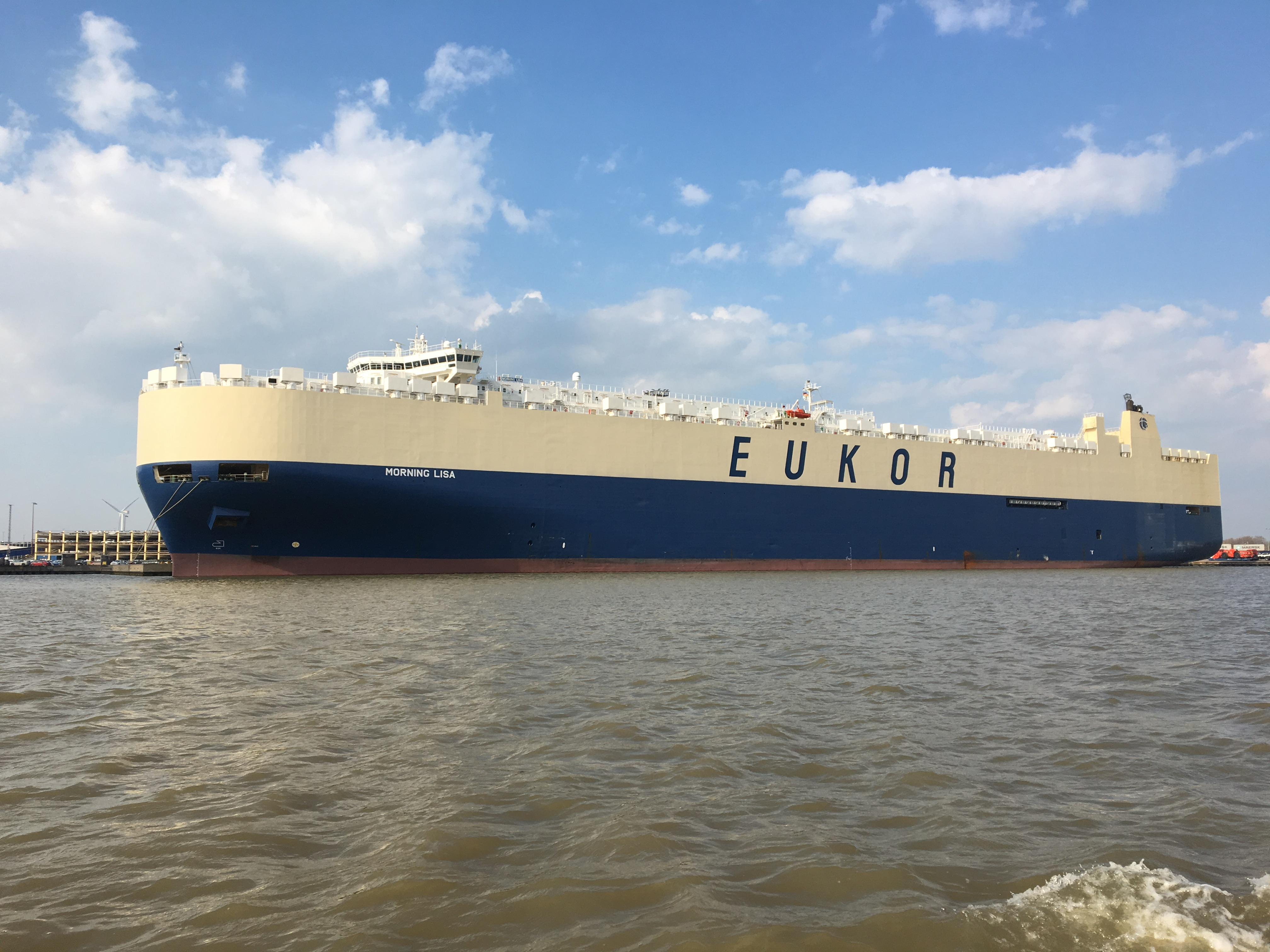
Morning Lisa

Die EUKOR Car Carriers ist eine südkoreanische Reederei mit Sitz in Seoul mit dem Schwerpunkt des weltweiten Transports von Pkw, Lkw und anderen rollenden Ladungen. Präsident des Unternehmens ist Erik Noeklebye.
EUKOR betreibt eine Flotte von Autotransportern. Die Reederei transportiert jährlich über vier Millionen Fahrzeuge.
Entstanden ist die EUKOR 2002 aus dem Verkauf des Bereichs Autotransporter der Hyundai Merchant Marine. Dabei wurde der Name EU für Europa und KOR für Korea zusammengestellt um die Eigentümer und ihre Regionen darzustellen. Hyundai Motor Company und Kia Motors sind mit jeweils 10 % beteiligt. Weitere 40 % werden jeweils von Wallenius Wilhelmsen Logistics und Wallenius Lines gehalten. Hyundai Motor Company und Kia Motors sind auch wichtige Kunden der Reederei.
Die Reederei wurde mehrfach für die Umweltfreundlichkeit ausgezeichnet, zum Beispiel mit dem von der Hafengesellschaft Bremenports vergebenen „greenports Award“ für die umweltfreundlichste Flotte. Nachdem 2014 die zur EUKOR-Flotte gehörende Morning Linda mit dem „greenport Award“ ausgezeichnet worden war, ging der Preis 2016 an die Morning Lisa. Insgesamt schafften es sieben EUKOR-Schiffe in die „Top Ten“ des Jahres 2015.
Das Unternehmen unterhält neben dem Sitz der Reederei in Seoul weitere Büros in Südkorea, sowie weltweit Büros in Bangkok, Peking, Schanghai, Tokio, Mumbai, Dubai, Istanbul, Hamburg, Los Angeles,  New Jersey, Santiago und São Paulo.

## Schiffe (Auswahl)

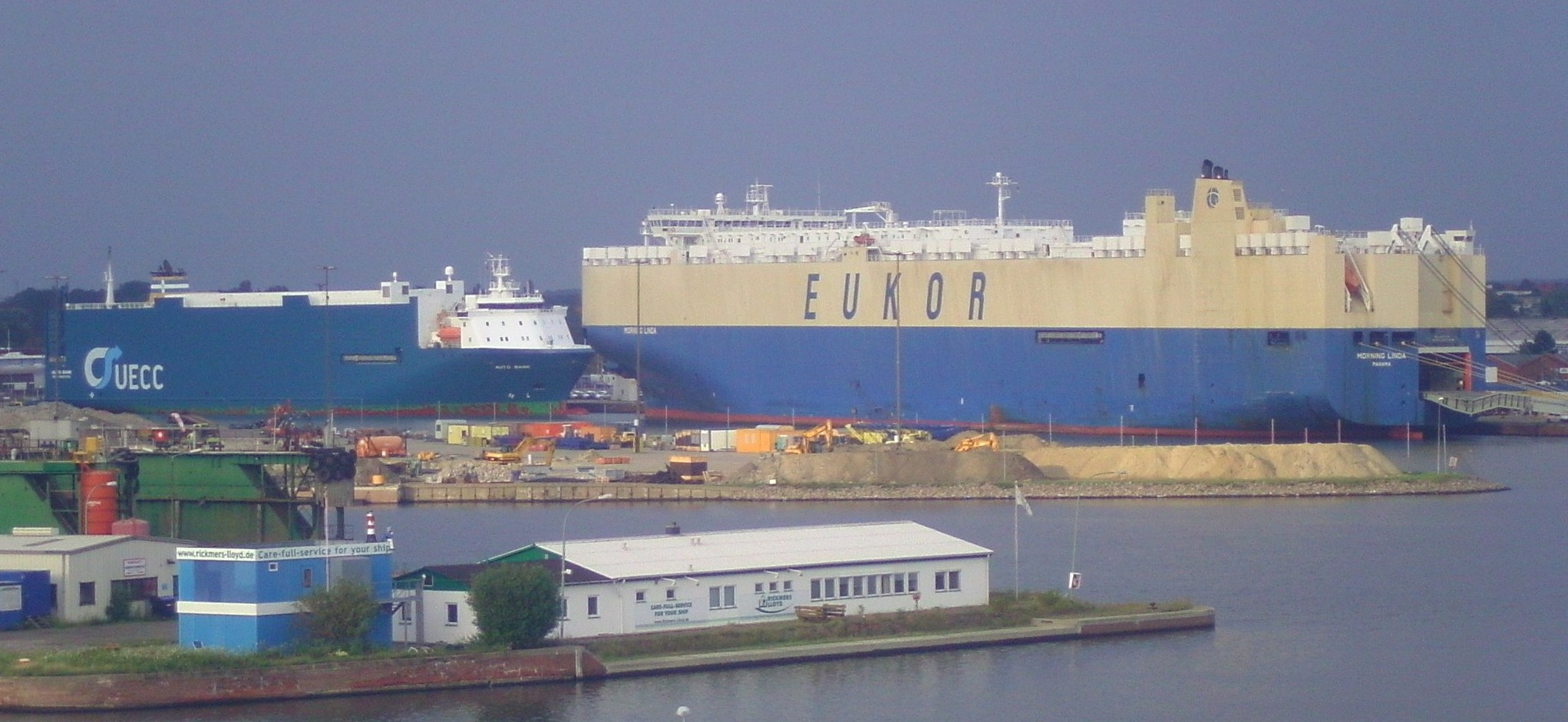
Morning Linda

| Jahr | Name            | Vermessung | Status                                                                        |
| 1998 | Asian Empire    | 71.383 BRZ | Aktiv, war 2006 das größte Schiff dieser Art weltweit                         |
| 2004 | Morning Calm    | 57.692 BRZ | Aktiv                                                                         |
| 2008 | Morning Lisa    | 68.701 BRZ | Aktiv, Gewinner des „greenports Award“ der Hafengesellschaft Bremenports 2015 |
| 2009 | Morning Clara   | 60.213 BRZ | Aktiv                                                                         |
| 2009 | Morning Lucy    | 68.701 BRZ | Aktiv                                                                         |
| 2013 | Morning Calypso | 59.432 BRZ | Aktiv                                                                         |